# 五工台站
五工台站是位于新疆维吾尔自治区呼图壁县五工台乡的一个铁路车站，邮政编码831204。车站成立于2005年9月23日，位于兰新线西段2086公里883米处，现不办理客货运业务，车站及其上下行区间均为电气化区段。车站距离乌鲁木齐站86公里，隶属乌鲁木齐铁路局，是五等站，主要主要担负着客货会让业务。由于乌精二线修双线，于2008年12月22日正式关闭。  